# Скарпачча (пирог)
Скарпачча (итал. Scarpaccia) — итальянский пирог с цукини, который происходит из провинции Лукка (Тоскана), города Виареджо. Может быть как несладким, так его традиционно готовят, например, в коммуне Камайоре, так и сладким. Считается типичным летним блюдом. Название пирога происходит от слова «скарпачча» (итал. «старый башмак») и «скарпа» (итал. Scarpa), «башмак», так как своим видом и толщиной (примерно 2 сантиметра) он напоминает толстую кожаную подошву старого мужского башмака.
Основные ингредиенты: цукини, мука, тёртый сыр Пармезан, молоко, лук, чеснок, яйца, соль и оливковое масло. Цукини выбирают молодые и плотные. Для приготовления сладкого варианта пирога используется сахар.